# Regina di Saba (romanzo)
Regina di Saba è un romanzo di Carlo Sgorlon del 1975. È la storia di Silvano e del suo innamoramento per Isabella, che incarna l'essere femminile nei suoi aspetti più gioiosi e misteriosi.

## Trama
Durante le vacanze scolastiche Silvano vive con la madre, Regina, e la sorella Corinna a Ligolais, un paesino nei pressi di Cividale.
Non si sente a suo agio in casa, un ambiente ostile, senza luce elettrica, oppresso dalla presenza delle due donne. 
Dopo aver scorto un incendio nel bosco vicino vede una ragazzina che lo incuriosisce per i capelli, che sembrano bianchi. Il giorno successivo si reca a Cividale e per caso riesce a fare conoscenza con Isabella, la ragazzina del bosco. Tutto della sua persona lo attrae: a partire dai capelli e dalla pelle (Isabella è albina), fino al carattere esuberante e alla parlantina di lei. 
L'indomani finiscono le vacanze, Silvano torna in collegio, si comporta come tutti i suoi coetanei, sembra appartenere ad un'altra vita ma pensa sempre al prossimo incontro con Isabella. 
Nel periodo di Carnevale torna a casa e spera di incontrarla nuovamente. Si sente sempre più interessato all'universo femminile, fantastica spesso sulla sorte del padre, che li ha lasciati quando Silvano era ancora piccolo, immagina di aver preso da lui, che è scappato probabilmente dalla sorte che lo attendeva vivendo con Regina.
Ritrova Isabella durante le vacanze estive, il loro rapporto si fa più stretto. Silvano è sempre più innamorato di lei. A fine estate realizza il suo desiderio di possederla, ma dopo l'incontro si ammala e rimane quasi incosciente per diverse settimane. Dopo la guarigione cerca notizie dell'innamorata, scopre che se ne è andata da Cividale. Durante le vacanze successive non la rivede, la cerca invano.
Si iscrive alla facoltà di lettere a Venezia ma studia a casa perché è troppo povero. Frequenta i bordelli e non cerca una compagna fissa. In quel periodo gli oratori fascisti fanno presa sulle folle, Silvano si sente disgustato dal loro modo di essere e si reputa fortunato ad abitare in un paesino dimenticato come Ligolais e di non essere obbligato a prestare il servizio militare per un errore anagrafico che lo accompagna dalla nascita.
La sorella Corinna conosce un uomo, Germano, legato al fascismo; lo invita spesso a casa e la madre, ormai invecchiata e sempre più visionaria, sembra non accorgersi di niente. Quando Regina muore Silvano e Corinna si sentono sollevati, liberi di viviere. Silvano si mantiene facendo traduzioni di libri, ormai non esce quasi più da casa. È sempre rinchiuso in sé stesso e in un mondo fantastico di avventure a cui immagina di partecipare. Un giorno vede la foto di Isabella su un giornale: è diventata, come desiderava, una famosa violoncellista. Silvano si reca a Trieste, dove riesce ad incontrarla dopo un concerto. Il loro rapporto ricomincia dopo circa diciassette anni. I due convivono e sentono il loro legame come una vera coppia di sposi. Silvano conosce e fa amicizia con gli abitanti del casamento in cui vive con la sua donna: sono tutti di origine ebraica, come lei, discretamente nascosti da quel mondo ostile che si sta preparando nel periodo del fascismo. Scopre il passato familiare di Isabella, che pur essendo intriso di eventi tragici non scalfisce la sua vitalità.
La felicità ad un certo punto sembra abbandonarlo: si scopre geloso di un giovane amico e di tutte le persone che Isabella tende ad aiutare, per la sua estrema generosità ed amore per il prossimo. In svariati momenti la vede strana, diversa, si allontana da casa senza preoccuparsi di trovare una scusa. Scopre che lo tradisce regolarmente, lui disgustato l'abbandona e ritorna a Ligolais. Dopo un periodo comprende che non può vivere senza di lei e torna a Trieste. Si informa presso tutti i conoscenti, non riesce a ritrovarla. Comprende che è morta. Ormai è un uomo disperato, si rintana nel suo paese natale e conduce una vita solitaria. Quando il dolore per la perdita si attenua lievemente si riapre alla vita aiutando gli altri, continuando in un certo modo la generosità della sua donna e sentendola così un po' più vicina.

## Edizioni
- Regina di Saba, Collana Scrittori italiani e stranieri, Milano, Arnoldo Mondadori Editore, 1975,  p. 292.
- Carlo Sgorlon, Regina di Saba: romanzo, introduzione di Giorgio Luti, Milano: A. Mondadori, 1992